# Ferdinand IV de Habsbourg
Ferdinand François de Habsbourg, dit Ferdinand IV, né le 8 septembre 1633 à Vienne (Autriche) et mort dans la même ville, le 9 juillet 1654 est Archiduc d'Autriche, roi de Bohême (1646), roi de Hongrie et de Croatie (1647), roi des Romains (1653). Successeur désigné à l'Empire, il meurt avant son père, laissant à son frère cadet la lourde tâche d'héritier du trône Impérial. 

## Famille
L'archiduc Ferdinand est le fils aîné de Ferdinand III (1608-1657), Empereur élu du Saint-Empire, et de sa première épouse, Marie-Anne d'Autriche (1606-1646), infante d'Espagne.
Son père est le fils de Ferdinand II (1578-1637), Empereur élu du Saint-Empire, et de sa première épouse, Marie-Anne de Bavière (1574-1616).
Sa mère est la fille cadette de Philippe III (1578-1621), roi d'Espagne et de Portugal, et de Marguerite d'Autriche-Styrie (1584-1611), archiduchesse d'Autriche et la soeur cadette de la reine de France Anne d'Autriche.
Il est le frère aîné de l'archiduchesse Marie-Anne d'Autriche (1634-1696), future reine d'Espagne, et de l'archiduc Léopold d'Autriche (1640-1705), futur empereur élu du Saint-Empire ; il est le demi-frère de l'archiduc Charles-Joseph d'Autriche (1649-1664), futur évêque d'Olmütz et des archiducheses Éléonore d'Autriche (1653-1697), future reine de Pologne puis duchesse de Lorraine ; et  Marie-Anne d'Autriche (1654-1689), future comtesse palatine du Rhin.
Il est fiancé à sa cousine (et belle-fille de sa sœur), Marie-Thérèse d'Autriche (1638-1683), infante d'Espagne.

## Archiduc héritier
Membre de la maison de Habsbourg qui domine alors l'Europe centrale, la péninsule ibérique et un vaste empire colonial, l'archiduc Ferdinand, appelé à ceindre la couronne impériale, est associé très vite à la politique par son père.
Ainsi, il est couronné roi de Bohême (et devient l'un des sept électeurs du Saint-Empire) dès le 5 août 1646, puis roi de Hongrie et de Croatie le 16 juin 1647. Du fait de son jeune âge, il n'est souverain que nominalement et partage effectivement le pouvoir de ces différentes Couronnes avec son père.
Le jeune prince perd sa mère en mai 1646. L'empereur se remarie le 2 juillet 1648 avec l'une de ses cousines autrichiennes l'archiduchesse Marie-Léopoldine de Tyrol. 
Le 24 octobre de la même année 1648, les traités de Westphalie, de Münster et d'Osnabrück mettent fin à la guerre de Trente ans qui a ravagé l'Europe et consacre la perte de Metz, Verdun et Toul annexés de facto par la France en 1552, cède l'Alsace à la France et reconnait la casi-indépendance des princes du Saint-Empire par rapport à l'empereur. Le sort de la Lorraine occupée par la soldatesque Française n'est pas évoqué. L'empereur renonce à soutenir son cousin et beau-frère espagnol dans la guerre qui l'oppose à leur neveu, Louis XIV de France.

## Roi des Romains
En 1649, conformément à la politique traditionnelle d'alliance avec la branche Espagnole de leur Maison, la soeur aînée de l'archiduc héritier, l'archiduchesse Marie-Anne, âgée de 13 ans, épouse leur oncle, le roi Philippe IV d'Espagne. Il était prévu de marier l'archiduchesse à son cousin, l'infant Balthazar-Charles, héritier du trône Espagnol mais l'infant étant décédé prématurément et l'alliance Espagnole primordiale, la jeune archiduchesse épousa non le fils mais le père. Les risques liés  à une trop proche consanguinité étaient alors ignorés et les mariages des princes soumis aux contraintes politiques. Pendant les préparatifs du mariage, la jeune impératrice meurt lors de ses premières couches à l'âge de 17 ans.
En 1651, l'empereur épouse en troisièmes noces la princesse Éléonore de Gonzague qui lui donnera trois filles.
Le 31 mai 1653, l'archiduc est élu roi des Romains (et donc successeur déclaré à la couronne impériale). Il est couronné le 18 juin à Ratisbonne. 
Dès lors, son mariage revêt une importance capitale. Conformément à la tradition dynastique, il est fiancé à une infante d'Espagne, sa cousine Marie-Thérèse, âgée de 15 ans et qui plus est, héritière de la couronne Espagnole qui domine outre l'Espagne et son empire colonial, le Portugal et son empire colonial, le royaume de Naples et le royaume de Sicile.

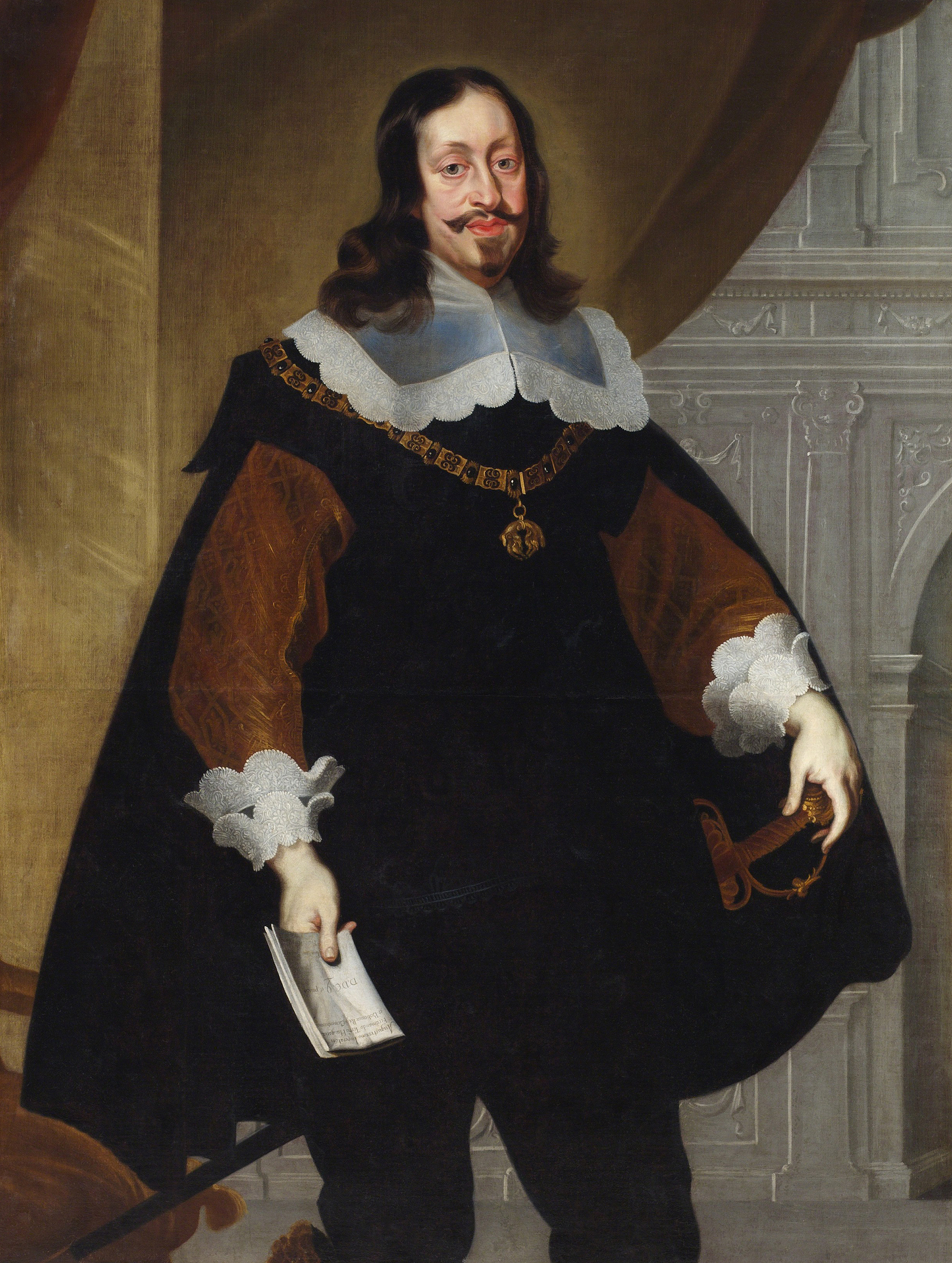
L'empereur Ferdinand III
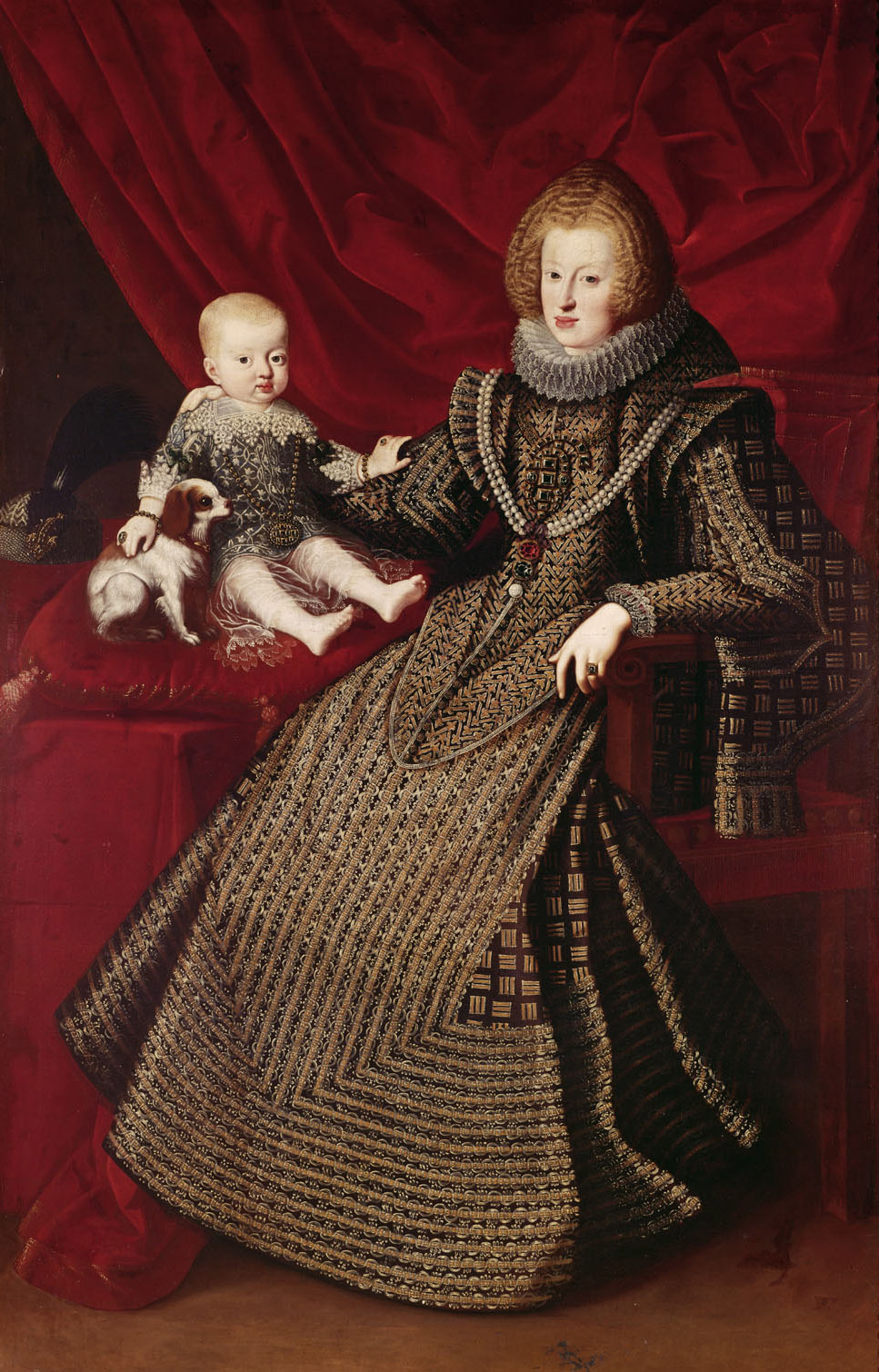
L'archiduc héritier Ferdinand et sa mère, l'impératrice Marie-Anne.
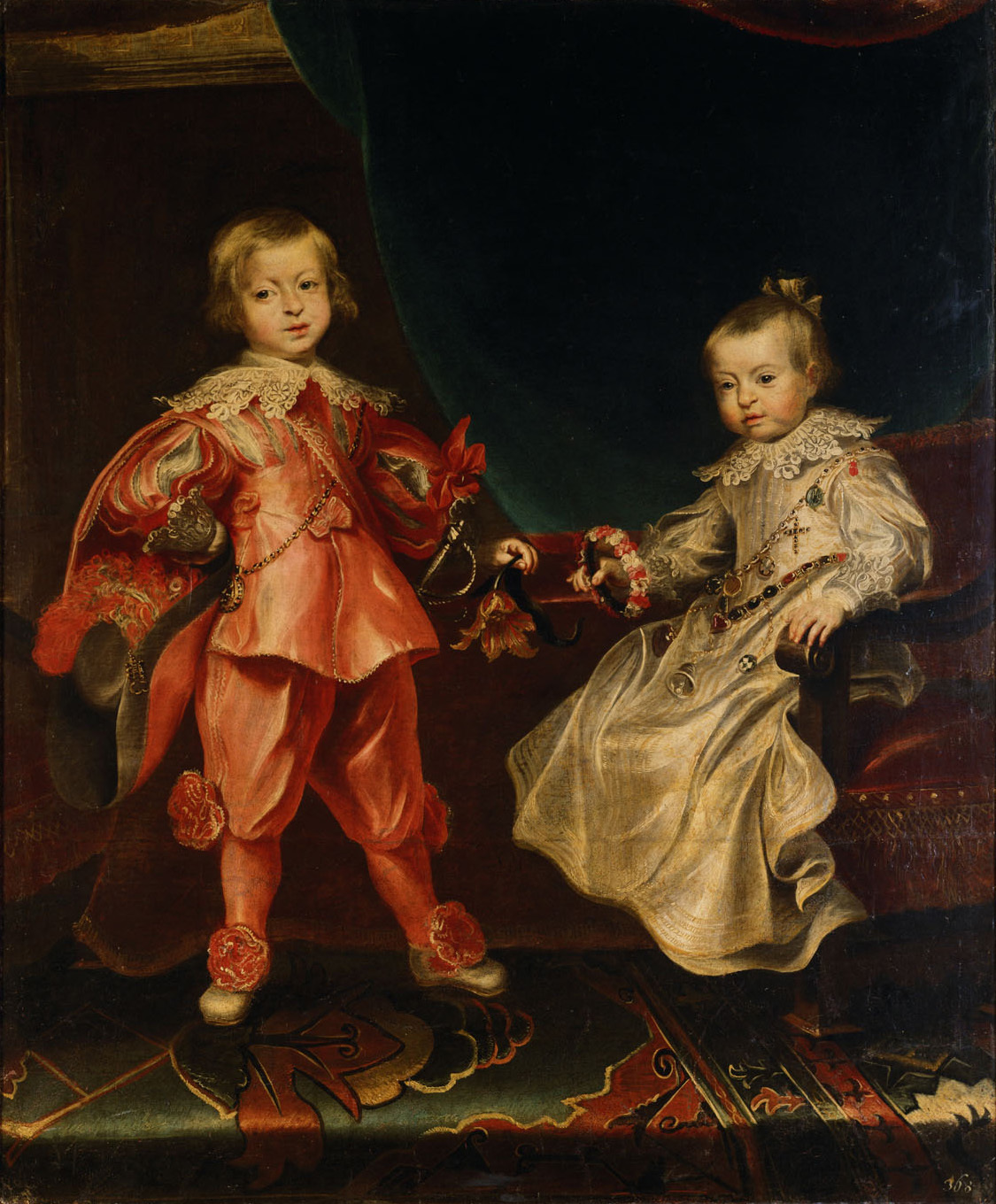
L'archiduc héritier et sa soeur à l'avènement de leur père (1637)
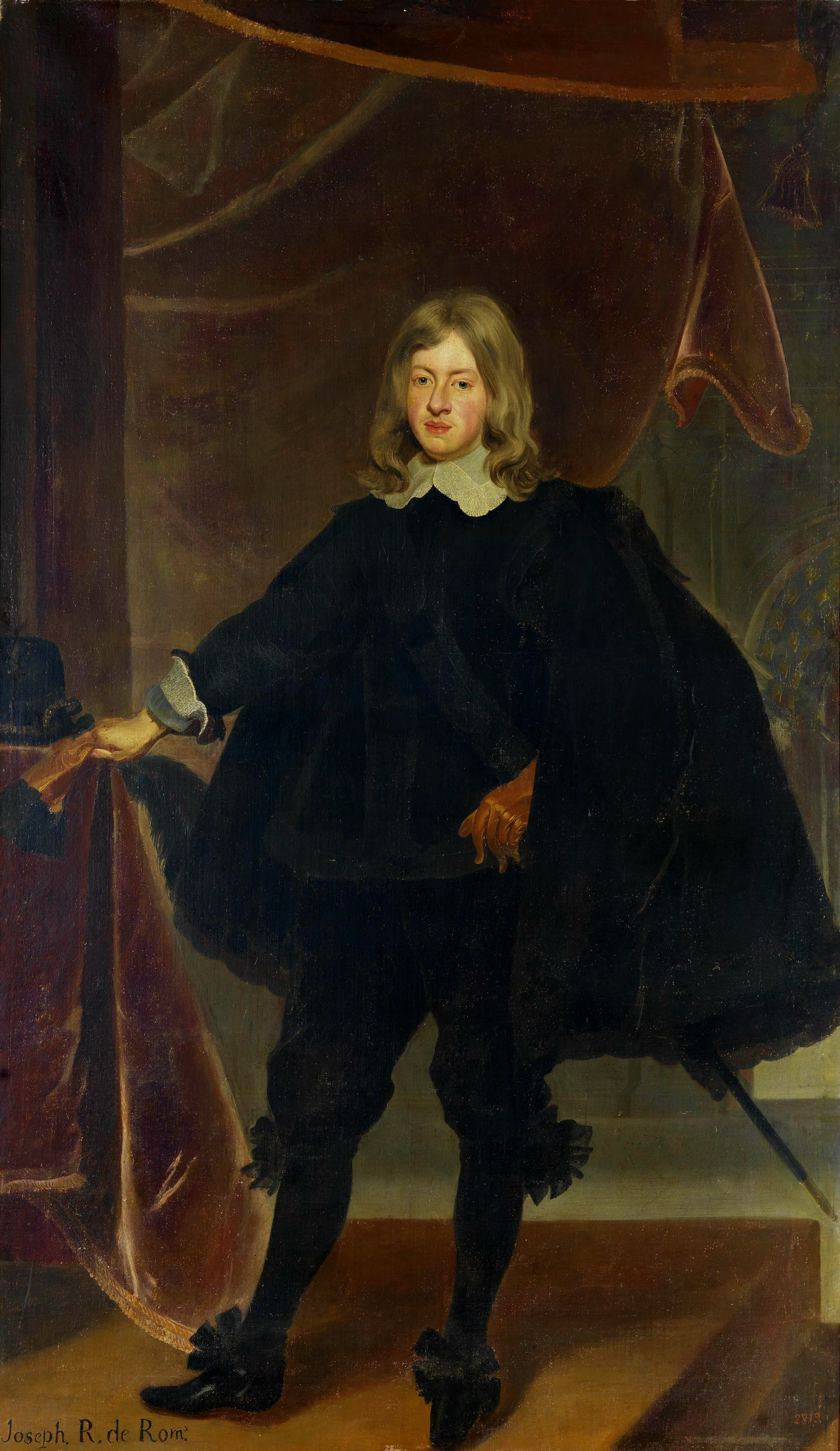
l'archiduc Ferdinand, roi de Bohême, de Hongrie et de Croatie.
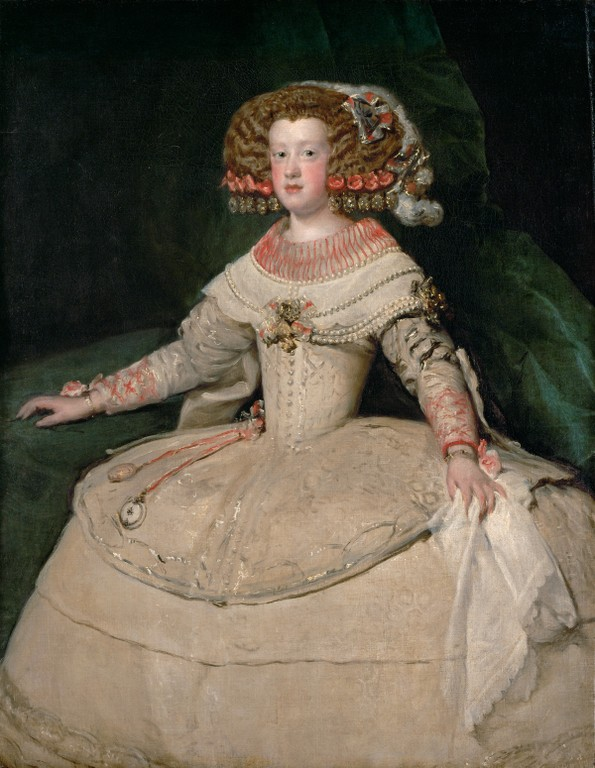
L'infante Marie-Thérèse (portrait reçu à Vienne en 1653).
Armoiries du Roi des Romains, roi de Bohême

Le jeune roi offre au prince d'Auersperg, le château de Wels. Comme tous les membres de la Maison impériale, il est portraituré par le peintre de la cour Frans Luyckx. 
Ayant contracté la petite vérole, maladie très fréquente, il meurt le 9 juillet 1654 à l'âge de 20 ans sans avoir le temps ni d'accéder au trône impérial, ni de se marier et d'engendrer un héritier. Conformément à la tradition, le corps du jeune roi fut déposé en la crypte des Capucins mais, pour respecter les voeux du défunt, son cœur fut remis à l'église des Augustins et déposé à la chapelle dédiée à Notre-Dame de Lorette dont il était un pieux fidèle. Cette marque de piété sera reprise par les membres de la Maison Impériale jusqu'à la chute de la monarchie.
C'est à son frère cadet, l'archiduc Léopold âgé de 14 ans et jusque-là promis à l'Eglise, que revient la lourde tâche d'hériter de l'Empire. Quant à sa fiancée, après avoir été fiancée de facto à son frère, elle sera mariée à un autre de ses cousins, ennemi de sa patrie, le jeune roi Louis XIV de France qui, au nom de sa femme, pourra revendiquer pour lui et ses descendants, des droits à la couronne Espagnole.